# 블랙잭에게 안부를
《블랙잭에게 안부를》(일본어: ブラックジャックによろしく)은 사토 슈호에 의한 일본의 만화이다. 연수의가 보는 일본의 대학 병원 및 의료 현장의 현재 모습을 그린 작품으로, 이 만화를 원작으로 한 동명의 텔레비전 드라마가 TBS에서 2003년에 방영되었다.

## 개요
2006년 1월까지 일본의 만화 출판사 코단샤의 만화 잡지 「모닝」지면에서 연재되었다. 2002년에는 제6회 문화청 미디어 예술제 만화 부문 우수상을 수상했다. 본작은 2003년에 TBS계열에서 텔레비전 드라마화되었다. 임상 연수 제도의 부조리와 의국의 형편에 의해 왜곡 된 의료 건강 보험 제도의 모순, 환자 및 가족과의 갈등 등을 거쳐 주인공이 성장해 나가는 이야기를 그렸다.
제목은 테즈카 오사무의 만화 「블랙 잭」과 「붓키라에게 안부를!」에서 유래하지만, 내용 적으로는 직접적인 관계는 없다.
이 만화는 "정신과 편" 종료 후 1년 이상 연재가 중단되었지만, 쇼가쿠칸의 「빅 코믹 스피리츠」으로 이적 해, 2007년 8호에서 "새로운 블랙 잭에게 안부를"으로 개제하고 "이식 편"부터는 무대를 옮겨 연재를 재개했다. 그 후 몇 달 매주 이후 격주 게재의 스타일을 거쳐, 2010년 33호 시리즈 연재 종료를 맞이했다. 단행본 1-13권 (중 일부)의 누계 발행 부수는 1000만부를 넘는다.
최종 권 (제2부 9권)은 사토 슈호가 커버 일러스트의 급여가 지불되지 않는 것에 격분한 등의 이유로 커버 일러스트 제작을 거부 하였고, 결국 제목 이외는 새하얀 표지라는 이례적인 사태가 발생했다. 그 대안으로, 사토는 2010년 10월 1일에 환상의 커버 일러스트의 제작 과정을 니코니코 생방송과 Ustream에서 생중계하였다. 2012년 4월에는 코단샤와의 계약 기간 만료를 기다리지 않고 출판 계약을 해지했다.(쇼가쿠칸의 「신」은 제외) 온라인 만화 사이트 「만화 on Web」 무료 전달은 계속되고 있다.
2012년 9월 15일부터 본작 저작권을 프리화하고 어떤 이차 이용을 자유롭게 할 수 있도록 하는 것을 트위터를 통해 발표했다.. 2013년 6월 21일부터 7월 31일까지 저자 승인하에 본작의 MAD 작품 대회가 니코니코 채널에서 행해졌다..
2013년 8월 소프트 온 디맨드 계열로 AV 판 「블랙잭에게 안부를」가 발매되었다. 사토는 자신은 제작을 허락하지 않지만, 전술과 같이 저작권 프리화 및 재이용의 자유를 인정하고 있기 때문에, 현실화되었다.
2013년 9월 캐논 픽세스 스페셜 포털 사이트 PIXUS Room에서 패러디 만화 "정품 잉크를 부탁해"가 공개되었다.

## 등장 인물
※ 배역은 TBS의 드라마판 출연진

### 주요 인물
- 사이토 에이지로 - 츠마부키 사토시

- 미나가와 유키코 - 쿠사나기 료코(특별 출연)

- 아키기 카오리 - 스즈키 쿄카

- 데쿠네 쿠니야 - 카토 코지

- 무나카타 마사무네 - 마츠오 마사토시

- 츠바키 리사코 - 아야세 하루카

- 다나카 에미 - 이마이 요코

### 세이도 병원
- 핫토리 오사무 - 오가타 켄

- 우시다 카츠오 - 스기모토 텟타

### 제 1 외과 편(블랙잭에게 안부를 1권)
- 카스카베 이치로 - 이토 시로

- 카네코 토시로 - 미카와 유조

- 카네코 아츠코 - 이즈미 핀코

- 카네코 미츠코 - 카와라다 야스케

- 시라토리 타카히사 - 미우라 토모카즈

### 제1 내과 편(블랙잭에게 안부를 2권)
- 쿠메 켄이치 - 코우모토 마사히로

- 카와카미 히로시 - 아사노 카즈유키

- 미야무라 카즈오 - 가츠 이시마츠

- 사이토 토모코 - 아사지 요코

- 후지이 요시나리 - 이시바시 료

- 키타 사부로 - 하라다 요시오

- 토리 이치로 - 진보 사토시

### NICU(신생아 집중 치료실) 편
- 타카사고 하루오 - 쇼후쿠테이 츠루베

- 타나베 히데카츠 - 요시다 에이사쿠

- 타나베 케이코 - 요코하마 메구미

### 소아과 편
- 야스토미 요시유키 - 카가 타케시

### 제4 외과 편
- 우츠미 마도카 - 이토 미사키

- 코다마 노리코 - 후지타니 미키

- 쇼지 나오키 - 아베 히로시

- 우사미 타카미 - 이시바시 타카아키

- 츠지모토 요시에 - 야쿠시마루 히로코(특별 출연)

- 츠지모토 마사시 - 나시모토 켄지로

- 호리우치 키요시 - 후루야 잇코우

### 정신과 편
- 이세야

- 카도와키 코타로

- 오자와

- 하야카와 사유리

### 이식 편
- 콘도 무츠미

- 콘도 토시오

- 요시다 히로시

- 타카나와 미와

- 타나카와 키유즈

## 단행본
단행본은 모닝 KC에서 전 13권 '빅 코믹스 스페셜'에서 총 9권이 발행되고 있다. 또한 공식 가이드 북도 발행되고 있다 (「블랙잭에게 안부를」는 코단샤에서 「새로운 블랙잭에게 안부를」는 쇼가쿠칸에서 발행되었다).
- 《블랙잭에게 안부를》(1) 【첫 수술 편】 (2002년 6월)
- 《블랙잭에게 안부를》(2) [순환기 내과 편】 (2002년 6월)
- 《블랙잭에게 안부를》(3~4) [NICU (신생아 중환자 실 편】 (2002년 10월~2003년 1월)
- 《블랙 잭에게 안부를》(5~8) 【암 의료 편】 (2003년 4월~2004년 2월)
- 《블랙 잭에게 안부를》(9~13) 【정신과 편】 (2004년 7월~2006년 1월)
- 《블랙잭에게 안부를~병원 크라이시스 충격적인 사실~》[공식 가이드 북] (2003년 4월)
- 《새로운 블랙잭에게 안부를》(1~9) 【이식 편】 (2007년 2월~ 2010년 10월)

또한 코단샤 판의 2차 이용 프리화에 따라 2012년 11월부터는 후타바 사에서 염가판(값을 싸게 한 출판물)이 발행되고 있다. 인세를 저자에게 지불하지 않을 것으로 2권 분을 450엔(한화 4500원)이라는 저렴한 가격이다..

## 텔레비전 드라마
블랙잭에게 안부를(일본어: ブラックジャックによろしく)는 TBS에서 2003년 4월 11일부터 2003년 6월 20일까지 방송 된 일본의 텔레비전 드라마이다.
주연은 츠마부키 사토시. 또한 2004년 1월 3일에 신춘 드라마 특별 기획으로 「블랙 잭에게 안부를~ 눈물의 암 병동 편~」이 방송되었다.

### 줄거리
드라마에서는 5개의 의국에 파견 되었다.
- 《제1 외과 (일반 외과·소화기 외과)》 편 (제1화~제2화)
- 《제 2 내과 (순환기 내과)》 편 (제3화~제5화)
- 《NICU (신생아 중환자실 )》 편 (제6화~제9화)
- 《소아과》 편 (제9화~최종회)
- 《제 4 외과 (암 병동)》 편 (특별판)

### 출연진
※ 드라마의 출연진에 대해서는 #등장 인물을 참고 하십시오.
연속 드라마
- 수수께끼의 손님 - 코바야시 카오루
- 가게의 주인 - 이와마츠 료
- 오쿠보 - 사토이 켄타
- 이시카와 - 코바야시 스스무

스폐셜
- 수수께끼의 환자 - 마츠모토 케이치

※코바야시와 이와마츠는 종반으로 이야기의 열쇠를 쥐고 있는 인물로 본격적으로 등장 할 예정이었지만, 도중 문제가 생겨 제5화에서 도중 하차 하였다.

### 제작진
- 원작 - 사토 슈호 《블랙잭에게 안부를》(코단샤 '모닝')
- 각본 - 고토 노리코
- 음악 - 하세베 토오루
- 연출 - 히라노 슌이치, 미키 신이치, 야마무로 다이스케
- 치프 프로듀서 - 키지마 세이치
- 프로듀서 - 이요다 히데노리
- 연출 보조 - 야마무로 다이스케 · 야마자키 토지, 시게야마 요시노리, 테라치 유이치로, 카나자와 마키, 코지마 하야토
- 프로듀서 보조 - 카베야 야스유키,나카지마 리에코
- 의료 감수 - 카베 카즈히코, 나부치 아키히로(심장 외과)
- 의료 협력 - 키타사토 대학 병원 (가나가와현 사가미하라시)
- 촬영 협조 - 미도리야마 스튜디오 시티
- 제작 - TBS 엔터테인먼트 (현 TBS 텔레비전)
- 제작·저작권 - TBS

### 음악
- 주제곡: 히라이 켄 - 〈LIFE is... another story〉(DefSTAR RECORDS)

### 방송일·부제·시청률
| 각 화                                                        | 방송일          | 부제(원어)                                  | 부제(풀이)                          | 연출              | 시청률 |
| ------------------------------------------------------------ | --------------- | ------------------------------------------- | ----------------------------------- | ----------------- | ------ |
| 제1화                                                        | 2003년 4월 11일 | 医者ってなんなんだ!?                        | 의사는 무엇이야?                    | 히라노 슌이치     | 15.4%  |
| 제2화                                                        | 4월 18일        | 延命治療                                    | 연명치료                            | 히라노 슌이치     | 15.7%  |
| 제3화                                                        | 4월 25일        | 一流の嘘                                    | 일류의 거짓말                       | 미키 신이치       | 14.6%  |
| 제4화                                                        | 5월 2일         | 無力な研修医                                | 무력의 연수의                       | 미키 신이치       | 12.1%  |
| 제5화                                                        | 5월 9일         | 医療はギャンブルか                          | 의료 도박                           | 히라노 슌이치     | 13.6%  |
| 제6화                                                        | 5월 16일        | 小さな命                                    | 작은 생명                           | 히라노 슌이치     | 12.6%  |
| 제7화                                                        | 5월 23일        | 愛する涙                                    | 사랑한 눈물                         | 야마무로 다이스케 | 14.3%  |
| 제8화                                                        | 5월 30일        | 命の選択                                    | 목숨의 선택                         | 미키 신이치       | 14.4%  |
| 제9화                                                        | 6월 6일         | 弟の命名                                    | 동생의 명명                         | 히라노 신이치     | 12.6%  |
| 제10화                                                       | 6월 13일        | 幼い叫び                                    | 미숙한 외침                         | 미키 신이치       | 16.0%  |
| 최종화                                                       | 6월 20일        | 戦場!                                       | 전쟁!                               | 히라노 슌이치     | 14.3%  |
| 평균 시청률: 14.2% (시청률은 간토 지방·비디오 리서치사 조사) |                 |                                             |                                     |                   |        |
| 스페셜                                                       | 2004년 1월 3일  | ブラックジャックによろしく 〜涙のがん病棟編 | 블랙잭에게 안부를~ 눈물의 암병동 편 | 히라노 슌이치     | 13.1%  |

| TBS 금요일 드라마                              | TBS 금요일 드라마                                       | TBS 금요일 드라마                              |
| 이전 작품                                      | 작품명                                                  | 다음 작품                                      |
| ---------------------------------------------- | ------------------------------------------------------- | ---------------------------------------------- |
| 고교교사 （2003년 1월 10일 - 2003년 3월 21일） | 블랙잭에게 안부를 （2003년 4월 11일 - 2003년 6월 20일） | Stand Up!! （2003년 7월 4일 - 2003년 9월 12일) |